# Град Зворник
Град Зворник је град у Републици Српској, БиХ. Сједиште града је градско насеље Зворник. Град лежи на источним обронцима Мајевице на надморској висини од 146 метара. Према подацима Агенције за статистику Босне и Херцеговине на попису становништва 2013. године, у граду је пописано 58.856 лица.

## Географија
Зворник има повољан геостратегијски положај јер се у њему укрштају важни путеви према Сарајеву, Београду, Новом Саду, Бијељини и Тузли. Скоро да је географски лоциран тачно на средини пута за три велика урбана центра: Београд, Нови Сад и Сарајево. Преко два моста на ријеци Дрини одвија се друмски и жељезнички саобраћај са свим дијеловима Србије. Град Зворник граничи се са општинама Братунац, Милићи, Власеница (на југу), Шековићи, Осмаци, Калесија, Сапна (на западу), Угљевик и Бијељина (на сјеверу), а на истоку са Републиком Србијом и њеном општином Мали Зворник и градом Лозница.

## Насељена мјеста
Подручје града Зворник чине следећа насељена мјеста:
Андровићи, Баљковица, Баљковица Доња, Бошковићи, Брањево, Буложани, Витиница, Врела, Глоди, Глумина, Горњи Локањ, Горња Пилица, Грбавци Горњи, Грбавци Доњи, Гуштери, Дивич, Доња Пилица, Доњи Локањ, Дрињача, Дуги Дио, Ђевање, Ђулићи, Економија, Засеок, Зворник, Зелиње, Јардан, Јасеница, Јошаница, Јусићи, Каменица Горња, Каменица Доња, Каракај, Кисељак, Китовнице, Клиса, Козлук, Костијерево, Крижевићи, Кула Град, Кучић Кула, Лијешањ, Локањ, Малешић, Марчићи, Мехмедићи, Ново Село, Ораовац, Оџачина, Пађине, Паљевићи, Петковци, Поточани, Роћевић, Самари, Скочић, Снагово, Снагово Горње, Снагово Доње, Сопотник, Средњи Шепак, Српска Витиница, Султановићи, Табанци, Трновица, Тршић, Угљари, Улице, Цер, Челопек, Шепак Горњи, Шепак Доњи, Шетићи.
Већина насеља је смештена поред магистралних и регионалних путева, а сва насеља су углавном спојена са центром град приступачним путевима за употребу моторних возила. Град има 61 мјесну заједницу. Највећи дио пријератне општине Зворник (376,14 km2) остао је у саставу Републике Српске. У састав Федерације БиХ ушла су насељена мјеста: Годуш, Краљевићи, Међеђа, Растошница, Рожањ и Сапна, те дијелови насељених мјеста: Баљковица, Витиница, Засеок, Кисељак и Незук. Од овог подручја формирана је општина Сапна (118 km2), а у саставу садашњег града Зворник формирана су три нова насеља — мјесне заједнице: Економија, Улице и Брањево, чији су житељи српске националности избјегли са територије Федерације БиХ.

### Мјесне заједнице
Андровићи, Баљковица, Бошковићи, Брањево, Глоди, Глумина, Горња Каменица, Горњи Грбавци, Горњи Шепак, Горњи Шетићи, Горње Снагово, Гуштери, Доња Каменица, Доњи Шепак, Доњи Грбавци, Дивич, Дрињача, Дуги Дио, Ђевање, Ђулићи, Економија, Залиње, Јардан, Јасеница, Јошаница, Јусићи, Каракај, Кисељак, Китовнице, Клиса, Козлук, Крижевићи, Кула Град, Кучић Кула, Лијешањ, Липље, Локањ, Малешић, Ново Насеље, Ново Село, Ораовац, Пађине, Петковци, Пилица, Ристићи, Роћевић, Самари, Скочић, Српска Варош, Средње Снагово, Средњи Шепак, Султановићи, Табанци, Трновица, Тршић, Улице, Центар, Цер, Челопек, Шетићи.
Сам град Зворник је састављен од три мјесне заједнице: Центар, Ново Насеље и Српска Варош.

## Насељена мјеста 1991.
Андровићи, Баљковица, Баљковица Доња, Бошковићи, Буложани, Витиница, Врела, Глоди, Глумина, Годуш, Грбавци Горњи, Грбавци Доњи, Гуштери, Дивич, Дрињача, Дуги Дио, Ђевање, Ђулићи, Засеок, Зворник, Зелиње, Јардан, Јасеница, Јусићи, Каменица Горња, Каменица Доња, Каракај, Кисељак, Китовнице, Клиса, Козлук, Костијерево, Краљевићи, Крижевићи, Кула Град, Кучић Кула, Лијешањ, Горњи Локањ, Доњи Локањ, Малешић, Међеђа, Марчићи, Мехмедићи, Незук, Ново Село, Пађине, Паљевићи, Петковци, Горња Пилица, Доња Пилица, Поточани, Растошница, Роћевић, Рожањ, Сапна, Скочић, Снагово, Снагово Горње, Снагово Доње, Сопотник, Табанци, Трновица, Тршић, Угљари, Челопек, Шепак Доњи, Шепак Горњи, Шетићи.

## Становништво
|                      | 2013.           | 1991.            | 1981.            | 1971.            |
| Укупно               | 58 856 (100,0%) | 81 295 (100,0%)  | 73 845 (100,0%)  | 60 910 (100,0%)  |
| Срби                 | 38 579 (65,55%) | 30 863 (37,96%)  | 30 064 (40,71%)  | 27 769 (45,59%)  |
| Бошњаци              | 19 855 (33,73%) | 48 102 (59,17%)1 | 40 801 (55,25%)1 | 32 504 (53,36%)1 |
| Хрвати               | 106 (0,180%)    | 122 (0,150%)     | 104 (0,141%)     | 107 (0,176%)     |
| Непознато            | 106 (0,180%)    | –                | –                | –                |
| Неизјашњени          | 81 (0,138%)     | –                | –                | –                |
| Остали               | 41 (0,070%)     | 960 (1,181%)     | 295 (0,399%)     | 316 (0,519%)     |
| Муслимани            | 20 (0,034%)     | –                | –                | –                |
| Православци          | 16 (0,027%)     | –                | –                | –                |
| Југословени          | 13 (0,022%)     | 1 248 (1,535%)   | 2 110 (2,857%)   | 49 (0,080%)      |
| Босанци              | 10 (0,017%)     | –                | –                | –                |
| Црногорци            | 9 (0,015%)      | –                | 47 (0,064%)      | 44 (0,072%)      |
| Албанци              | 6 (0,010%)      | –                | 58 (0,079%)      | 31 (0,051%)      |
| Македонци            | 5 (0,008%)      | –                | 12 (0,016%)      | 10 (0,016%)      |
| Украјинци            | 4 (0,007%)      | –                | –                | –                |
| Словенци             | 3 (0,005%)      | –                | 12 (0,016%)      | 18 (0,030%)      |
| Роми                 | 1 (0,002%)      | –                | 335 (0,454%)     | 49 (0,080%)      |
| Босанци и Херцеговци | 1 (0,002%)      | –                | –                | –                |
| Мађари               | –               | –                | 7 (0,009%)       | 13 (0,021%)      |

1. 1 На пописима од 1971. до 1991. Бошњаци су пописивани углавном као Муслимани.

## Политичко уређење

### Општинска администрација
Градоначелник града представља и заступа град и врши извршну функцију у Зворнику. Избор градоначелника се врши у складу са изборним Законом Републике Српске и изборним Законом БиХ. Градску администрацију, поред градоначелника, чини и скупштина града. Институционални центар града Зворника је насеље Зворник, гдје су смјештени сви градски органи.
Градоначелник Града Зворника је Бојан Ивановић испред Савеза независних социјалдемократа, који је на ту функцију ступио након локалних избора у Босни и Херцеговини 2024. године. Састав скупштине града Зворника је приказан у табели.

## Познате личности
- Сека Алексић, српска фолк певачица.
- Здравко Антонић, српски историчар.
- Никола Васић, градитељ виолина.
- Горан Драгић, словеначки кошаркаш српског поријекла.
- Зоран Драгић, словеначки кошаркаш српског поријекла.
- Раде Ђокић, српски и босанскохерцеговачки фудбалер.
- Горан Иконић, српски и босанскохерцеговачки кошаркаш.
- Александар Кукољ, српски џудиста и репрезентативац Србије.
- Марко Марковић, српски књижевник.
- Радинка Марковић Капетановић, српска новинарка и радиотелевизијски спикер.
- Данијел Милићевић, српски и босанскохерцеговачки фудбалер.
- Самир Муратовић, босанскохерцеговачки фудбалер.
- Нада Обрић, српска фолк певачица.
- Митар Перушић, професор на Универзитета у Источном Сарајеву.
- Борисав Писић, српски и југословенски атлетичар.
- Сејад Салиховић, босанскохерцеговачки фудбалер.
- Перо Симић, српски новинар и публициста.
- Мирослав Стевановић, српски и босанскохерцеговачки фудбалер.
- Саид Хусеиновић, босанскохерцеговачки фудбалер.